# Point Arena
Point Arena (autrefois Punta Arenas et Puntas Arenas) est une petite municipalité côtière du comté de Mendocino, en Californie. Avec ses 449 habitants selon le recensement de 2010, c'est l'une des localités incorporées les moins peuplées de l'État. La ville est une destination touristique estivale.

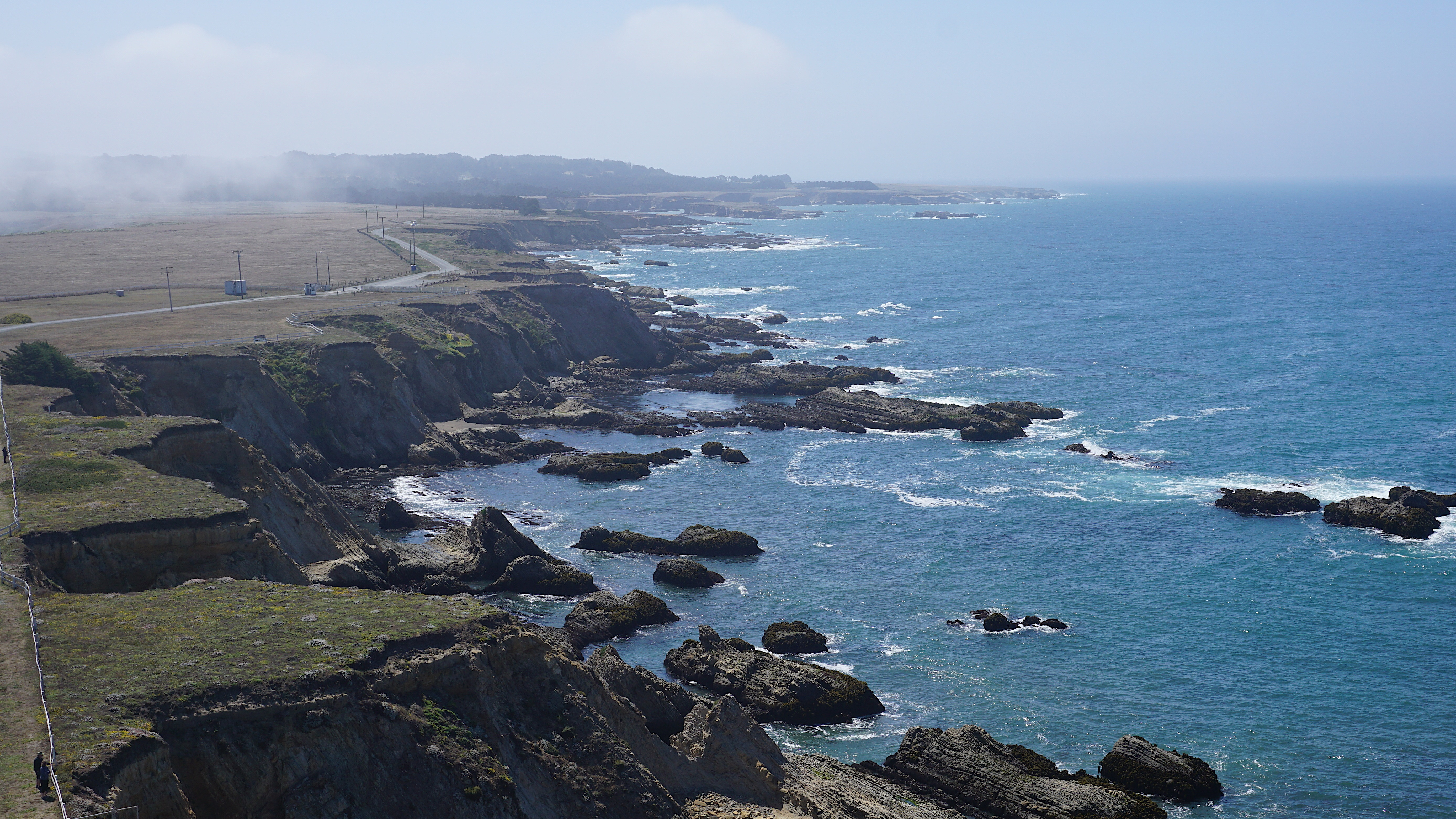
Les environs du phare de Point Arena

## Démographie
| 1880 | 1890 | 1910 | 1920 | 1930 | 1940 |
| ---- | ---- | ---- | ---- | ---- | ---- |
| 198  | 709  | 497  | 394  | 385  | 374  |

| 1950 | 1960 | 1970 | 1980 | 1990 | 2000 |
| ---- | ---- | ---- | ---- | ---- | ---- |
| 372  | 596  | 424  | 425  | 407  | 474  |

| 2010 | - | - | - | - | - |
| ---- | - | - | - | - | - |
| 449  | - | - | - | - | - |